# Луцка (Њамц)
Луцка (рум. Luțca) насеље је у Румунији у округу Њамц у општини Сагна. Oпштина се налази на надморској висини од 184 m.

## Становништво
Према подацима из 2002. године у насељу је живело 469 становника, од којих су сви румунске националности.